# Stig Claesson (kemist)
Stig Melker Claesson, född 5 februari 1917 i Kumla, död 31 juli 1988 i Helsingborg, var en svensk kemist. 
Carlsson disputerade 1946 och var därefter Rockefeller-stipendiat i USA innan han 1949 blev professor i fysikalisk kemi vid Uppsala universitet. Han har bland annat intresserat sig för solenergi. Han blev ledamot av Vetenskapssocieteten i Uppsala 1950, Ingenjörsvetenskapsakademin 1960, Vetenskapsakademien 1965. Han ingick i Vetenskapsakademiens Nobelkommitté för kemi sedan 1975, och utsågs 1978 till teknologie hedersdoktor vid Åbo Akademi. 1953–1965 var han inspektor för Södermanland-Nerikes nation i Uppsala. Han bidrog till Svenska män och kvinnor, del 7, under signaturen S.C.
Stig Claesson var från 1943 gift med Ingrid Moring, som var docent i kemi vid Uppsala universitet. Efter skilsmässa gifte han 1973 om sig med mediet Astrid Gilmark.